# قلستا
القلستا أو القلستة هو كتاب ديني مندائي مقدس يحتوي على تراتيل طقوس الزواج وفقاً للديانة المندائية. تمت ترجمته للإنجليزية على يد الباحثة الإنجليزية الليدي إثل ستيفانا دراور.